# Luke Schenn
Luke Schenn (* 2. listopadu 1989, Saskatoon, Saskatchewan, Kanada ) je kanadský hokejový obránce hrající v týmu Nashville Predators v severoamerické lize NHL. Jeho mladší bratr Brayden Schenn je taktéž hokejista.

## Statistiky

### Klubové statistiky
| Sezóna      | Klub                | Soutěž      |     | Základní část | Základní část | Základní část | Základní část | Základní část |   | Play off | Play off | Play off | Play off | Play off |
| Sezóna      | Klub                | Soutěž      | Z   | G             | A             | B             | TM            | Z             | G | A        | B        | TM       |          |          |
| 2005–06     | Kelowna Rockets     | WHL         | 60  | 3             | 8             | 11            | 86            | 12            | 0 | 0        | 0        | 14       |          |          |
| 2006–07     | Kelowna Rockets     | WHL         | 72  | 2             | 27            | 29            | 139           | —             | — | —        | —        | —        |          |          |
| 2007–08     | Kelowna Rockets     | WHL         | 57  | 7             | 21            | 28            | 100           | 7             | 2 | 2        | 4        | 6        |          |          |
| 2008–09     | Toronto Maple Leafs | NHL         | 70  | 2             | 12            | 14            | 71            | —             | — | —        | —        | —        |          |          |
| 2009–10     | Toronto Maple Leafs | NHL         | 79  | 5             | 12            | 17            | 50            | —             | — | —        | —        | —        |          |          |
| 2010–11     | Toronto Maple Leafs | NHL         | 82  | 5             | 17            | 22            | 34            | —             | — | —        | —        | —        |          |          |
| 2011–12     | Toronto Maple Leafs | NHL         | 79  | 2             | 20            | 22            | 62            | —             | — | —        | —        | —        |          |          |
| 2012–13     | Philadelphia Flyers | NHL         | 47  | 3             | 8             | 11            | 34            | —             | — | —        | —        | —        |          |          |
| 2013–14     | Philadelphia Flyers | NHL         | 79  | 4             | 8             | 12            | 58            | 7             | 1 | 0        | 1        | 0        |          |          |
| 2014–15     | Philadelphia Flyers | NHL         | 58  | 3             | 11            | 14            | 18            | —             | — | —        | —        | —        |          |          |
| 2015–16     | Philadelphia Flyers | NHL         | 29  | 2             | 3             | 5             | 30            | —             | — | —        | —        | —        |          |          |
| 2015–16     | Los Angeles Kings   | NHL         | 43  | 2             | 9             | 11            | 52            | 5             | 1 | 1        | 2        | 6        |          |          |
| 2016–17     | Arizona Coyotes     | NHL         | 78  | 1             | 7             | 8             | 85            | —             | — | —        | —        | —        |          |          |
| 2017–18     | Arizona Coyotes     | NHL         | 64  | 1             | 6             | 7             | 35            | —             | — | —        | —        | —        |          |          |
| 2018–19     | Anaheim Ducks       | NHL         | 8   | 0             | 0             | 0             | 7             | —             | — | —        | —        | —        |          |          |
| 2018–19     | San Diego Gulls     | AHL         | 22  | 2             | 8             | 10            | 9             | —             | — | —        | —        | —        |          |          |
| 2018–19     | Utica Comets        | AHL         | 7   | 1             | 4             | 5             | 4             | —             | — | —        | —        | —        |          |          |
| 2018–19     | Vancouver Canucks   | NHL         | 18  | 0             | 2             | 2             | 9             | —             | — | —        | —        | —        |          |          |
| 2019–20     | Syracuse Crunch     | AHL         | 6   | 0             | 6             | 6             | 2             | —             | — | —        | —        | —        |          |          |
| 2019–20     | Tampa Bay Lightning | NHL         | 25  | 1             | 2             | 3             | 23            | 11            | 0 | 2        | 2        | 7        |          |          |
| 2020–21     | Tampa Bay Lightning | NHL         | 38  | 2             | 2             | 4             | 51            | 8             | 1 | 0        | 1        | 9        |          |          |
| 2021–22     | Vancouver Canucks   | NHL         | 66  | 5             | 12            | 17            | 61            | —             | — | —        | —        | —        |          |          |
| 2022–23     | Vancouver Canucks   | NHL         | 55  | 3             | 18            | 21            | 61            | —             | — | —        | —        | —        |          |          |
| 2022–23     | Toronto Maple Leafs | NHL         | 15  | 1             | 0             | 1             | 13            | 11            | 0 | 1        | 1        | 11       |          |          |
| 2023–24     | Nashville Predators | NHL         | 63  | 1             | 6             | 7             | 43            | 5             | 0 | 0        | 0        | 0        |          |          |
| NHL celkově | NHL celkově         | NHL celkově | 996 | 43            | 155           | 198           | 807           | 47            | 3 | 4        | 7        | 33       |          |          |

### Reprezentační statistiky
| Rok                            | Tým                            | Soutěž                         | Z  | G | A | B | TM |
| ------------------------------ | ------------------------------ | ------------------------------ | -- | - | - | - | -- |
| 2006                           | Kanada 18                      | HGC                            | 4  | 0 | 0 | 0 | 10 |
| 2007                           | Kanada 18                      | MS18                           | 6  | 3 | 0 | 3 | 4  |
| 2008                           | Kanada 20                      | MSJ                            | 5  | 0 | 0 | 0 | 4  |
| 2009                           | Kanada                         | MS                             | 9  | 0 | 1 | 1 | 0  |
| 2011                           | Kanada                         | MS                             | 7  | 0 | 1 | 1 | 0  |
| 2012                           | Kanada                         | MS                             | 8  | 0 | 1 | 1 | 25 |
| 2013                           | Kanada                         | MS                             | 7  | 1 | 1 | 2 | 27 |
| Juniorská reprezentace celkově | Juniorská reprezentace celkově | Juniorská reprezentace celkově | 15 | 3 | 0 | 3 | 18 |
| Seniorská reprezentace celkově | Seniorská reprezentace celkově | Seniorská reprezentace celkově | 31 | 1 | 4 | 5 | 52 |

## Osobní život
V roce 2015 se oženil s bývalou kanadskou fotbalistkou Jessicou Peczek. Mají spolu tři děti.